# نيكول كيدمان
نيكول ماري كيدمان (بالإنجليزية: Nicole Mary Kidman)، (ولدت في 20 يونيو 1967) هي ممثلة، ومنتجة، ومغنية أسترالية-أمريكية. اشتهرت بعملها في إنتاجات السينما والتلفزيون حول العديد من الأنواع، وقد أُدرجت باستمرار بين الممثلات الأعلي أجراً في العالم منذ أواخر التسعينيات. فازت بالعديد من الجوائز، بما في ذلك جائزة أوسكار، وجائزة من الأكاديمية البريطانية للأفلام، وجائزتي إيمي برايم تايم، وست جوائز غولدن غلوب، وجائزة نقابة ممثلي الشاشة. كانت مُدرجة في قائمة أفضل الممثلات في العالم في 2006، و2018، و2019. صنفتها مجلة تايم مرتين على أنها واحدة من أكثر 100 شخص مؤثر في العالم، في عامي 2004 و2018. كما أصبحت أول ممثلة أسترالية تحصل علي جائزة إنجاز العمر لمعهد الفيلم الأمريكي في عام 2024.
بدأت كيدمان مسيرتها التمثيلية في أستراليا عام 1983، مع الأفلام بوش كريسماس، وبي إم إكس بانديتس. كانت انطلاقتها الكُبرى الأولي عام 1989 مع فيلم الإثارة هدوء قاتل، والسلسلة الأسترالية بانكوك هيلتون. ظهرت لأول مرة في هوليوود في عام 1990، في فيلم أيام الرعد، مع الممثل توم كروز. واصلت تحقيق نجاح واسع من خلال أدوار رئيسية في فار آند أوي (1992) وباتمان للأبد (1995)، والموت من أجله (1995)، وعيون مغلقة على اتساعها (1999). فازت كيدمان بجائزة الأوسكار لأفضل ممثلة لتمثيلها عن دورها للكاتبة فرجينيا وولف في الفيلم الدرامي الساعات (2002). كانت أدوارها الأخري التي رشحتها لجائزة الأوسكار، دورها عاملة جنس في فيلم مولان روج! (الطاحونة الحمراء) (2001)، ودورها أمًا مضطربة عاطفيّا في فيلمي الدراما، جحر الأرنب (2010)، وليون (2016).
تشمل باقي أفلام كيدمان، الآخرون (2001)، والجبل البارد (2003)، ودوجفيل (2003)، وبيرث (2004)، وأستراليا (2008)، والصبي الورقي (2012)، وبادنغتون (2014)، ومدمر (2018)، وأكوا مان (2018)، ومفاجأة مذهلة (2019). تشمل أدوارها التلفزيونية مشروعين للشبكة التلفزيونية الأمريكية إتش بي أو، وهما هيمينغواي وجيلهورن (2012)، وسلسلة الدراما أكاذيب كبيرة صغيرة (2017–2019). حصلت في الأخير علي جائزة إيمي برايم تايم لدورها الرائع والمتميز في هذه السلسلة القصيرة والمتميزة.
كانت كيدمان سفيرة للنوايا الحسنة لدي اليونيسف منذ عام 1994، ولصندوق الأمم المتحدة الإنمائي للمرأة منذ عام 2006. حصلت في 2006 علي وسام أستراليا. حملت كيدمان منذ أن ولدت لأبوين أستراليين في هاواي، جنسيتين مزدوجتين لأستراليا، والولايات المتحدة. أسست في عام 2010 شركة إنتاج باسم بلوسوم للأفلام. وهي متزوجة من المغني كيث أوربان منذ عام 2006، وكانت متزوجة في وقت سابق من توم كروز.

## نشأتها المبكرة
وُلدت نيكول ماري كيدمان في 20 يونيو 1967 بمدينة هونولولو في ولاية هاواي الأمريكية، بينما كان والداها الأستراليان يقيمان مؤقتًا في الولايات المتحدة بتأشيرات دراسية. كانت والدتها، جانيل آن (اسمها قبل الزواج: غليني)، تعمل مُدرّسة تمريض وناشطة في قضايا المرأة، كما كانت تقوم بتحرير كتب زوجها. أما والدها، أنتوني كيدمان، فكان عالِمًا في الكيمياء الحيوية وأخصائيًا نفسيًا سريريًا ومؤلفًا.
لنيكول أختٌ صغرى تُدعى أنطونيا، تعمل صحفية ومقدمة برامج تلفزيونية. وبحكم ولادتها في الولايات المتحدة لأبوين أستراليين، تحمل كيدمان الجنسية المزدوجة الأسترالية والأمريكية. وتنحدر أصولها من أصول إنجليزية وآيرلندية واسكتلندية. وقد أُطلق عليها عند ولادتها في هاواي اسم "هوكولاني"، وهو اسم هاوايي يعني "النجم السماوي"، وقد استُلهم الاسم من فيل صغير وُلد في نفس الفترة في حديقة حيوان هونولولو.
عندما وُلدت كيدمان، كان والدها طالب دراسات عليا في جامعة هاواي في مدينة مانوا، ثم عُيِّن لاحقًا زميلًا زائرًا في المعهد الوطني للصحة النفسية. وبعد ولادتها بفترة قصيرة وأثناء حرب فيتنام، أقام والداها في العاصمة الأمريكية واشنطن وشاركا في مظاهرات احتجاجية ضد الحرب. وبعد ثلاث سنوات، عادت العائلة إلى أستراليا.
نشأت نيكول في منطقة لونغفيل بمدينة سيدني، حيث التحقت بمدرسة "لين كوف" الابتدائية، ثم بمدرسة "نورث سيدني" الثانوية للبنات. بدأت تعلّم الباليه وهي في سن الثالثة، وأظهرت منذ سنواتها الدراسية الأولى موهبة فطرية في التمثيل.
صرحت كيدمان لاحقًا بأن حلمها في أن تصبح ممثلة بدأ عندما شاهدت أداء مارغريت هاميلتون في دور الساحرة الشريرة في فيلم "ساحر أوز". ووصفت نفسها بأنها كانت خجولة جدًا في طفولتها، قائلة: "كنت خجولة للغاية – فعلاً خجولة – حتى إنني كنت أتلعثم عندما كنت صغيرة، وتغلبت على ذلك تدريجيًا، لكن لا يزال لدي ميل للرجوع إلى تلك الخجَل. لا أحب الدخول إلى مطعم مزدحم بمفردي، ولا أحب الذهاب إلى حفلة وحدي".
وخلال سنوات مراهقتها، التحقت بمسرح "فيليبس ستريت" في سيدني، حيث درست التمثيل إلى جانب الممثلة نعومي واتس، كما التحقت بالمعهد الأسترالي للمسرح الشبابي، وتعلمت هناك فنون التمثيل والإيماء، ووجدت في التمثيل ملاذًا نفسيًا لها. ونظرًا لبشرتها الفاتحة وشعرها الأحمر الطبيعي، كانت تتجنب التعرض للشمس وتفضّل التمرن داخل قاعات المسرح.
وبتشجيع من زملائها في المسرح، قررت أن تتفرغ للتمثيل بشكل كامل، فتركت الدراسة الثانوية لمتابعة شغفها المهني.

## المسيرة المهنية

### البدايات والانطلاقة (1983–1994)

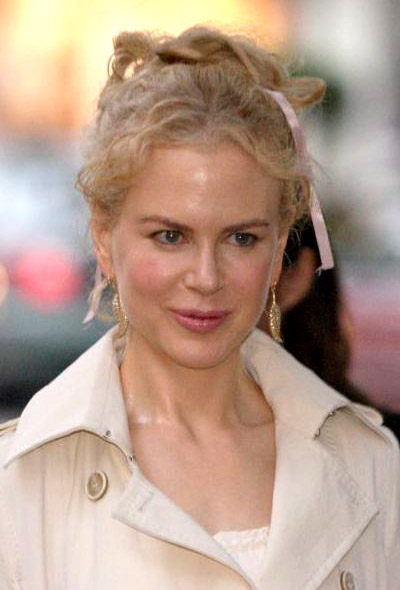
كيدمان في عام 2006

في عام 1983، ظهرت نيكول كيدمان لأول مرة في السينما وهي في السادسة عشرة من عمرها من خلال فيلم أُعيد إنتاجه من الكلاسيكيات الأسترالية بعنوان عيد الميلاد في الأدغال. وفي نهاية العام نفسه، أدت دورًا مساعدًا في المسلسل التلفزيوني فايف مايل كريك.
في عام 1984، أُصيبت والدتها بسرطان الثدي، مما دفع كيدمان إلى التوقف مؤقتًا عن التمثيل لتتفرغ لدراسة العلاج بالتدليك، من أجل مساعدة والدتها في العلاج الطبيعي. خلال تلك الفترة، بدأت كيدمان تكتسب شهرة تدريجية من خلال مشاركتها في عدة أفلام أسترالية، مثل الكوميديا الحركية فرسان بي إم إكس (1983) والكوميديا الرومانسية راكب الرياح (1986).
واصلت كيدمان الظهور في عدة برامج ومسلسلات أسترالية خلال بقية عقد الثمانينيات، من بينها المسلسل القصير فيتنام (1987)، الذي فازت عنه بأول جائزة من معهد الفيلم الأسترالي.
لاحقًا شاركت في فيلم مدينة الزمرد (1988)، المقتبس عن مسرحية بنفس الاسم، وحصدت من خلاله جائزة ثانية من معهد الفيلم الأسترالي. ثم جسّدت دور البطولة إلى جانب سام نيل في فيلم التشويق الهدوء القاتل (1989)، حيث أدت دور "راي إنغرام"، زوجة ضابط بحري تتعرض للتهديد من قبل رجل تائه في عرض البحر، أدّى دوره بيلي زين. وقد مثّل هذا الفيلم نقطة تحوّل في مسيرتها، إذ نالت من خلاله أولى إشاداتها العالمية.
أشادت مجلة فارايتي بأدائها، قائلة: "طوال الفيلم، تقدم كيدمان أداءً ممتازًا، فهي تمنح شخصية راي صلابة وطاقة حقيقية." كما لاحظ الناقد روجر إيبرت الانسجام الواضح بين كيدمان وزين، قائلًا: "كيدمان وزين يخلقان معًا كراهية محسوسة حقيقية في مشاهدهم المشتركة."
بعد هذا النجاح، شاركت كيدمان في المسلسل القصير بانكوك هيلتون، ثم انتقلت إلى هوليوود لتلعب دور البطولة في فيلم الحركة الرياضي أيام الرعد (1990) إلى جانب شريكها العاطفي آنذاك والممثل الذي أصبح لاحقًا زوجها السابق، توم كروز. جسّدت فيه دور طبيبة شابة تقع في حب سائق سيارات ناسكار. وقد مثّل هذا الفيلم انطلاقتها العالمية، وكان من بين أكثر الأفلام تحقيقًا للإيرادات في ذلك العام.
في عام 1991، شاركت إلى جانب ثانديوا نيوتن وزميلتها السابقة في الدراسة نعومي واتس في الفيلم الأسترالي المستقل التودد. أدّت الثلاثي أدوار فتيات في مرحلة الثانوية في قصة عن النضج، وقد فاز الفيلم بجائزة معهد الفيلم الأسترالي لأفضل فيلم.
وفي العام نفسه، رُشّحت كيدمان لأول مرة لجائزة الغولدن غلوب عن فئة أفضل ممثلة مساعدة، عن دورها في فيلم بيلي باثغيت. وأشادت صحيفة نيويورك تايمز بأدائها، ووصفتها بأنها "جميلة وتتمتع فيما يبدو بروح الدعابة".
في العام التالي، عادت للتمثيل مع توم كروز في الفيلم الملحمي الإيرلندي بعيدًا وبعيدًا (1992) من إخراج رون هاوارد، وقد حقق الفيلم نجاحًا تجاريًا ونقديًا متوسطًا.
وفي عام 1993، ظهرت في فيلمي الخبث إلى جانب أليك بالدوين، وحياتي إلى جانب مايكل كيتون، حيث استمرت في ترسيخ حضورها في هوليوود.

### الإشادة النقدية والاعتراف العالمي (1995–2003)
في عام 1995، أدّت كيدمان دور الدكتورة تشيس ميريديان، المرأة التي تحتاج إلى إنقاذ، في فيلم الأبطال الخارقين باتمان إلى الأبد، إلى جانب فال كيلمير في دور باتمان. في نفس العام، شاركت في الفيلم الكوميدي الأسود لأجل الموت من إخراج غاس فان سانت، حيث جسّدت شخصية المذيعة القاتلة سوزان ستون. ووصف ميك لاسال من صحيفة سان فرانسيسكو كرونيكل أداءها قائلاً: «تقدم [كيدمان] في الدور طبقات من المعاني والنوايا والدوافع. من خلال لقطات المقربة طوال الفيلم، تسمح لنا برؤية الحسابات، والتفكير المتأني، والجهود الشفافة للسحر التي تنجح فعلاً في جذب الانتباه». عن هذا الأداء حصلت كيدمان على جائزة الغولدن غلوب لأفضل ممثلة في فيلم موسيقي أو كوميدي.
في السنوات التالية، شاركت إلى جانب باربارا هيرشي وجون مالكوفيتش في فيلم صورة سيدة (1996)، المستند إلى رواية تحمل نفس الاسم، ولعبت دور خبيرة نووية في فيلم الأكشن صانع السلام (1997) إلى جانب جورج كلوني، الذي حقق إيرادات تجاوزت 110 ملايين دولار عالميًا.
في عام 1998، ظهرت إلى جانب ساندرا بولوك في الكوميديا الرومانسية السحر العملي، حيث لعبتا دور أختين من الساحرات تواجهان لعنة تمنعهما من العثور على حب دائم. رغم افتتاح الفيلم في صدارة شباك التذاكر في أمريكا الشمالية، إلا أنه فشل تجاريًا في النهاية. في نفس العام، عادت كيدمان إلى المسرح من خلال مسرحية الغرفة الزرقاء لديفيد هير التي عُرضت في لندن، وحصلت عن دورها على ترشيح لجائزة لورانس أوليفييه لأفضل ممثلة.
في عام 1999، اجتمعت كيدمان مع زوجها السابق توم كروز في فيلم عيون واسعة مغلقة، الذي كان ثالث فيلم يجمعهما وأخر عمل للمخرج ستانلي كوبريك، ولاقى جدلاً واسعاً بسبب مشاهده الجنسية الصريحة.
بعد فترة انقطاع قصيرة وانفصالها العلني عن كروز، عادت كيدمان إلى الشاشة في فيلم فتاة العيد ميلاد (2001)، حيث لعبت دور عروس بالطلب من خلال البريد في دراما بريطانية-أمريكية.
في عام 2001 أيضًا، أدّت دور المغنية والراقصة سابين في فيلم مولان روج! من إخراج باز لورمان، إلى جانب إيوان ماكجريجور. تلقت عن أدائها والغناء إشادات واسعة؛ واصفًا إياها بأنها أفضل أعمالها منذ لأجل الموت، مشيرًا إلى أنها كانت «متوهجة وجذابة، تتحرك بثقة مطلقة في الفيلم... تخصصت كيدمان عادةً في دور شخصية المرأة الباردة، لكنها في شخصية سابين تسمح لنفسها بأن تذوب قليلاً». وحصلت عن هذا الدور على جائزة الغولدن غلوب الثانية لأفضل ممثلة في فيلم كوميدي أو موسيقي، بالإضافة إلى عدة جوائز وترشيحات أخرى، منها أول ترشيح لجائزة الأوسكار لأفضل ممثلة.
في نفس السنة، تألقت كيدمان في فيلم الرعب النفسي الآخرون للمخرج أليخاندرو أمينابار، حيث لعبت دور غريس ستيوارت، أم تعيش في جزر القنال خلال الحرب العالمية الثانية، تشك أن منزلها مسكون بالأشباح. حقق الفيلم أكثر من 210 ملايين دولار عالميًا، ونالت بفضله عدة ترشيحات للجوائز، منها جائزة غويّا لأفضل ممثلة، وترشيحات لجائزة البافتا وجائزة الغولدن غلوب. وصف الناقد روجر إيبرت أداءها بأنه مقنع وجعلها تبدو كشخص عادي في موقف غريب، وليس مجرد شخصية نمطية في أفلام الرعب. وكتب الناقد أ. أو. سكوت في نيويورك تايمز أن كيدمان «تجسد هذا الخليط المتقلب بإقناع مخيف، وأن البرودة التي تظهر أحيانًا في تعبيراتها أصبحت أساسًا لأكثر أدوارها تعقيدًا عاطفيًا حتى الآن».
في العام التالي، تلقت إشادة نقدية واسعة عن تجسيدها دور الكاتبة فيرجينيا وولف في فيلم الساعات للمخرج ستيفن دالدري، إلى جانب ميريل ستريب وجوليان مور. استخدمت كيدمان تجهيزات تجميلية لتغيير شكل أنفها لتبدو غير معروفة تقريبًا، في تصوير لحياة وولف في إنجلترا خلال عشرينيات القرن العشرين. حقق الفيلم نجاحًا نقديًا كبيرًا، وحصل على عدة جوائز وترشيحات، منها ترشيح لجائزة الأوسكار لأفضل فيلم. ووصفت نيويورك تايمز أداء كيدمان بأنه «شجاع للغاية ويعكس الحرب الداخلية العنيفة لعقل عبقري يواجه خللًا عصبيًا شديدًا». فازت كيدمان بعدة جوائز نقدية وصناعية، منها أول جائزة بافتا لها، وثالث جائزة غولدن غلوب، وجائزة الأوسكار لأفضل ممثلة، لتصبح أول أسترالية تفوز بهذه الجائزة. خلال خطاب قبولها للأوسكار، أشارت إلى حرب العراق التي كانت قائمة حينها، مؤكدة على أهمية الفن، وقالت: «لماذا تحضرون جوائز الأوسكار في وقت يسود فيه العالم كل هذا الاضطراب؟ لأن الفن مهم. ولأنكم تؤمنون بما تفعلونه وتريدون تكريمه، وهذه تقليد يجب المحافظة عليه.» في نفس العام، أُعلنت كيدمان كأجمل شخص في العالم من قبل مجلة بيبول.
بعد فوزها بالأوسكار، شاركت كيدمان في ثلاثة أفلام مختلفة في عام 2003. الأول كان دور البطولة في فيلم دوغفيل من إخراج لارس فون ترير، وهو فيلم تجريبي تدور أحداثه على خشبة مسرح عارية. رغم انقسام النقاد الأمريكيين حوله، لقي أداء كيدمان إشادة واسعة، حيث قال الناقد بيتر ترافرز من مجلة رولينج ستون: «كيدمان تقدم أروع أداء عاطفي في حياتها في فيلم دوغفيل، فيلم لا يعرف الكليشيهات ولا يتردد في سحقها.»
الفيلم الثاني كان علامة الإنسان المقتبس من رواية فيليب روث، إلى جانب أنتوني هوبكنز. أما الفيلم الثالث فكان الجبل البارد للمخرج أنتوني مينغيلا، حيث شاركت إلى جانب جود لو ورينيه زيلويغر، وأدت دور امرأة من الجنوب الأمريكي تُدعى آدا مونرو، تقع في حب شخصية لو، لكن الحرب الأهلية الأمريكية تفصل بينهما. عن أدائها قالت مجلة تايم: «كيدمان تستمد قوتها من محنة آدا وتنمو تدريجيًا، وتبدو مشرقة حرفيًا. شحوب وجهها الذي يشبه التماثيل يتحول إلى إشراقة دافئة على ضوء النار.» حصد الفيلم عدة جوائز وترشيحات، وكان أداء الفريق التمثيلي محورها الأساسي، حيث تلقت كيدمان ترشيحها السادس لجائزة الغولدن غلوب لأفضل ممثلة.

### الممثلة الراسخة (2004–2009)

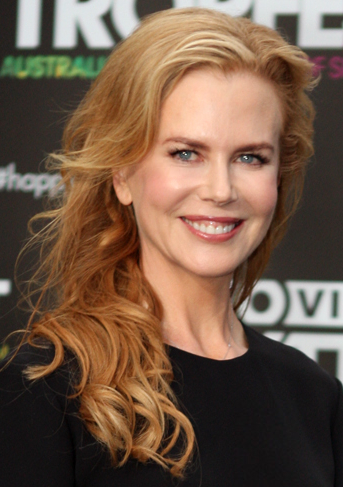
كيدمان في مهرجان تروبهست 2012 في سيدني، أستراليا

في عام 2004، شاركت كيدمان في الفيلم الدرامي الولادة، الذي أثار جدلاً بسبب مشهد تشاركها الاستحمام مع الممثل كاميرون برايت، الذي كان يبلغ من العمر حينها عشر سنوات. وفي مؤتمر صحفي خلال الدورة الـ61 لمهرجان فينيسيا السينمائي الدولي، علقت كيدمان على الجدل قائلة: «لم يكن هدفي أن أصنع فيلمًا أقبل فيه صبيًا في العاشرة من عمره، بل أردت أن أصنع فيلمًا يفهم فيه الناس معنى الحب». عن هذا الدور، حصلت على ترشيحها السابع لجائزة الغولدن غلوب.
في نفس العام، شاركت إلى جانب ماثيو برودريك وبيتي ميدلر وكريستوفر والكن وغلين كلوز في فيلم الكوميديا السوداء والخيال العلمي زوجات ستيفورد، وهو إعادة إنتاج لفيلم صدر عام 1975 من إخراج فرانك أوز.
في العام التالي، لعبت دور مترجمة الأمم المتحدة في فيلم الإثارة المترجمة إلى جانب شون بن، وشاركت في الكوميديا الرومانسية مسحورة إلى جانب ويل فيريل، المستندة إلى المسلسل التلفزيوني الكوميدي الذي يحمل نفس الاسم من الستينيات. رغم أن كلا الفيلمين لم يحصلا على نجاح كبير في الولايات المتحدة، إلا أنهما حققا نجاحًا على المستوى الدولي. عن فيلم مسحورة حصلت هي وفيريل على جائزة رازي كأسوأ ثنائي على الشاشة.
على الصعيد التجاري، أصبحت كيدمان وجهًا إعلانيًا لعطر شانيل رقم 5، حيث شاركت في حملة إعلانية تلفزيونية وطباعية مع رودريغو سانتورو، من إخراج باز لورمان، مخرج مولان روج!، للترويج للعطر خلال مواسم الأعياد في أعوام 2004، 2005، 2006، و2008. ويعد الإعلان القصير "رقم 5 الفيلم" الذي استمر ثلاث دقائق، الذي أنتج خصيصًا لعطر شانيل رقم 5، من أكثر الإعلانات التي حصل فيها الممثل على أجر مرتفع، حيث حصلت كيدمان على حوالي 12 مليون دولار مقابل هذا الإعلان فقط.
في عام 2005، أدرجتها مجلة فوربس في المرتبة الخامسة والأربعين كواحدة من أكثر المشاهير نفوذًا، وحققت أرباحًا تُقدّر بنحو 14.5 مليون دولار بين عامي 2004 و2005. وفي قائمة مجلة بيبول لعام 2005 لأعلى الممثلات أجرًا، جاءت كيدمان في المرتبة الثانية بعد جوليان روبيرتس، حيث بلغ سعرها لكل فيلم ما بين 16 إلى 17 مليون دولار.

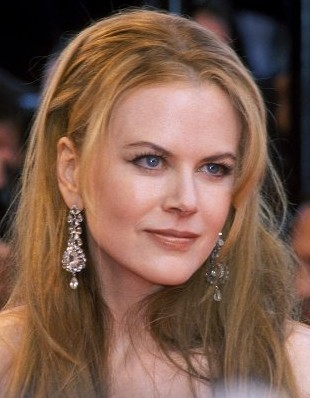
كيدمان تحضر العرض الأول لفيلم "مولان روج!" في مهرجان كان السينمائي عام 2001

في عام 2006، جسدت شخصية المصورة ديان أربوس في الفيلم السيرة الذاتية فراء، إلى جانب روبرت داوني جونيور، وأدت صوتها في فيلم الرسوم المتحركة قدم سعيد الذي حقق أكثر من 384 مليون دولار عالميًا، ليصبح أعلى إيرادات في مسيرتها الفنية حتى ذلك الحين.
في عام 2007، شاركت في فيلم الخيال العلمي الغزو، وهو إعادة إنتاج لفيلم غزو مختطفي الأجساد عام 1956، من إخراج أوليفر هيرشبيغل، وشاركت في فيلم الكوميديا-الدراما مارغو في حفل الزفاف للمخرج نوح بومباخ، إلى جانب جينيفر جيسون لي وجاك بلاك، عن أدائها في هذا الفيلم حصلت على ترشيح لجائزة ساتلايت لأفضل ممثلة في فيلم موسيقي أو كوميدي.
في نفس العام، لعبت دور الشريرة الرئيسية ماريسا كولتر في فيلم المغامرات والخيال البوصلة الذهبية، الذي حقق أكثر من 370 مليون دولار على مستوى العالم، مما جعله من أعلى أفلامها تحقيقًا للإيرادات.
في عام 2008، اجتمعت كيدمان مرة أخرى مع مخرج مولان روج! باز لورمان في الفيلم التاريخي الأسترالي أستراليا، الذي تدور أحداثه في الأراضي الشمالية النائية خلال هجوم اليابان على داروين في الحرب العالمية الثانية. شاركت إلى جانب هيو جاكمان، ولعبت دور امرأة إنجليزية تشعر بأنها غارقة في هذه القارة الشاسعة. رغم تلقي الفيلم مراجعات متباينة من النقاد، إلا أنه حقق نجاحًا في شباك التذاكر، محققًا أكثر من 211 مليون دولار عالميًا مقابل ميزانية بلغت 130 مليون دولار.
في عام 2009، ظهرت في الفيلم الموسيقي تسعة من إخراج روب مارشال، حيث أدت دور الملهمة كلوديا جنسن، إلى جانب فريق تمثيل ضخم يضم دانيال داي-لويس وماريون كوتيار وبيني لوبيز وجودي دنش وفيرغي وكيت هدسون وصوفيا لورين. رغم أن وقت ظهورها في الفيلم كان قصيرًا مقارنة بالممثلات الأخريات، إلا أنها أدت المقطوعة الموسيقية "طريقة غير عادية" مع داي-لويس. حصل الفيلم على عدة ترشيحات لجائزة الغولدن غلوب 
وجوائز الأوسكار، بينما نالت كيدمان ترشيحها الرابع لجائزة نقابة ممثلي الشاشة ضمن جائزة الأداء الجماعي المتميز في فيلم سينمائي.

### أفلام السيرة الذاتية والمستقلة (2010–2016)

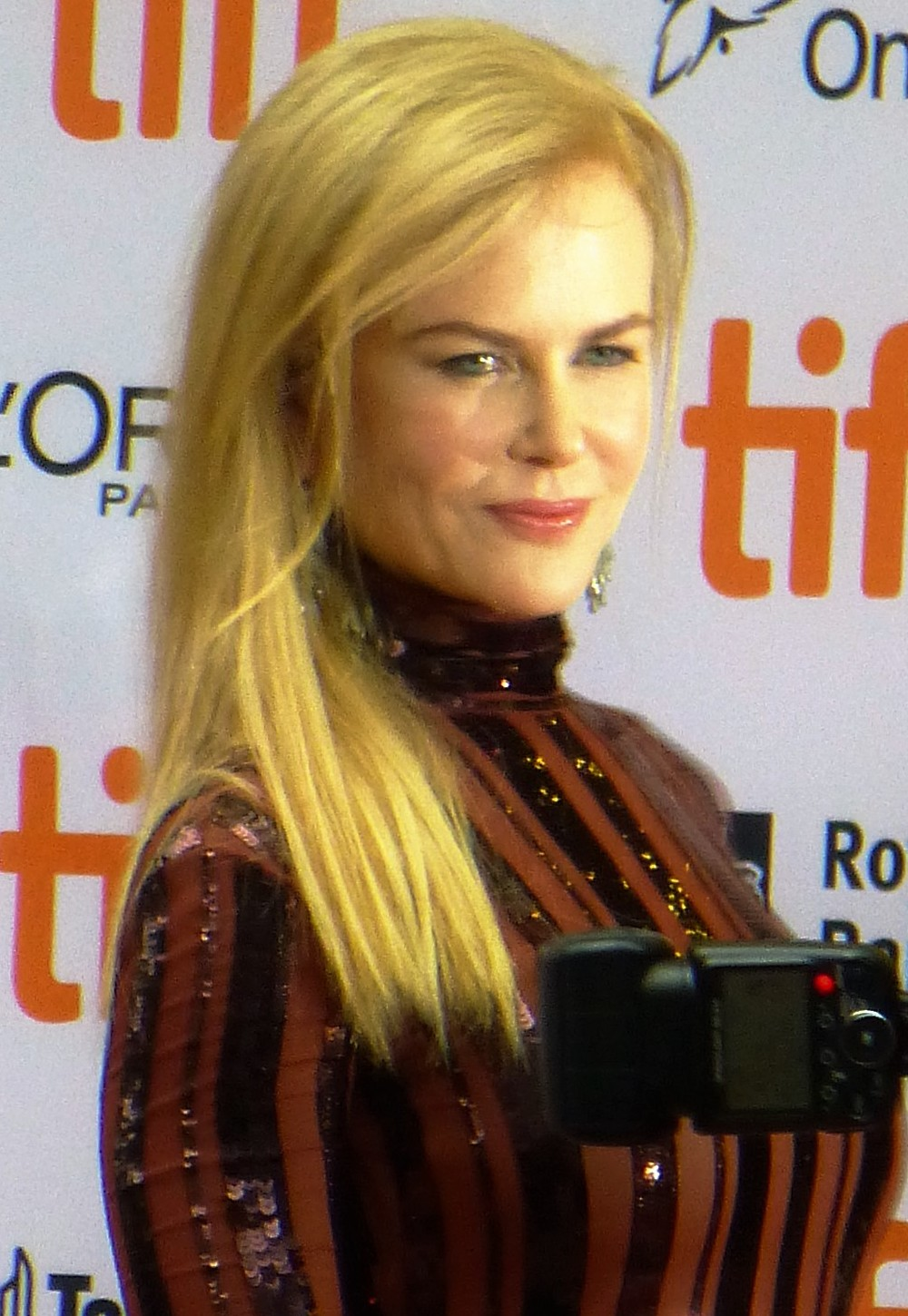
كيدمان تحضر العرض الأول لفيلم "ليون" في مهرجان تورونتو السينمائي الدولي لعام 2016

بدأت نيكول كيدمان عقد الألفية الثانية بإنتاجها وتمثيلها في فيلم مقتبس عن المسرحية الحائزة على جائزة بوليتزر بعنوان «الفتحة»، حيث قامت بدور أم تعاني من فقدان ابنها. هذا الدور نال استحسان النقاد وحصلت عنه على ترشيحات لجوائز الأوسكار، والغولدن غلوب، وجائزة نقابة ممثلي الشاشة لأفضل ممثلة.
في العام التالي، شاركت في فيلم كوميدي رومانسي بعنوان «اذهب معها» مع آدم ساندلر وجينيفر أنيستون، حيث جسدت دور الزوجة الجميلة التي ترتبط بزوجها. كما مثلت في فيلم إثارة يحمل اسم «اقتحام»، من إخراج جويل شوماخر، إلى جانب نيكولاس كيج، حيث يلعبان دور زوجين يتعرضان للاختطاف.
في عام 2012، قامت بدور مارثا جيلهورن في فيلم تلفزيوني عن العلاقة بين الصحفي إرنست همنغواي وزوجته مارثا. هذا الدور أتاح لها أول ترشيح لجائزة الإيمي، التي تمنح لأفضل ممثلة رئيسية في المسلسلات القصيرة أو الأفلام التلفزيونية. في نفس السنة، ظهرت في فيلم «مغرمون بالحب على حافة الإعدام» بدور امرأة معجبة بأشخاص محكومين بالإعدام، وقد شارك هذا الفيلم في مهرجان كان السينمائي وحصلت عن أدائها على عدة ترشيحات لجوائز مختلفة.
كما أصدرت تسجيلًا صوتيًا لرواية «إلى المنارة» للكاتبة فيرجينيا وولف، وأدت دور أم مضطربة في فيلم «ستوكر» الذي لاقى ردود فعل إيجابية. في عام 2013، تم اختيارها كعضو في لجنة تحكيم المسابقة الرسمية في مهرجان كان السينمائي.
في عام 2014، لعبت دور البطولة في فيلم «نعمة موناكو»، الذي يعرض أزمة فرض حصار على موناكو في الستينيات، إلا أن الفيلم تلقى مراجعات سلبية عند عرضه في مهرجان كان السينمائي. وفي نفس السنة، ظهرت في فيلمين مع الممثل كولين فيرث؛ الأول كان دراما تاريخية تدور حول الحرب العالمية الثانية حيث لعبت دور زوجة ضابط، وقد نال أداؤها إشادة واسعة من النقاد، والثاني فيلم إثارة حول امرأة تعاني من فقدان الذاكرة الناتج عن حادث سير. كما أدت دور الشريرة في فيلم كوميدي عائلي بعنوان «بادينغتون».
في عام 2015، شاركت في فيلم درامي يحمل اسم «أرض الغرباء» والذي عرض في مهرجان صندانس، وكذلك في فيلم «عائلة فانغ» الذي أخرج جايسون باتيمان وأنتجته شركتها الإنتاجية، وقدم في مهرجان تورونتو السينمائي. كما قامت بدور المستكشفة والكاتبة جيرترود بيل في فيلم سيرة ذاتية بعنوان «ملكة الصحراء». وفي نفس السنة، لعبت دور مدعية عامة في فيلم «سر في أعينهم» وهو إعادة إنتاج لفيلم أرجنتيني شهير. وعادت إلى المسرح في لندن بعد غياب دام أكثر من 15 عامًا من خلال مسرحية «صورة ٥١»، التي جسدت فيها عالمة الأحياء البريطانية روزاليند فرانكلين، والتي ساهمت في اكتشاف بنية الحمض النووي. وقد لقي هذا العمل استحسان النقاد، ونالت عنه جائزة خاصة وأخرى كانت ترشيحًا لأفضل ممثلة.
في عام 2016، شاركت في فيلم «الأسد» بدور الأم بالتبني التي تحتضن طفلاً هندياً فقد أسرته البيولوجية، وهو دور شعرت فيه بارتباط شخصي كونها أمًا لأطفال بالتبني. نالت عن هذا الدور مراجعات إيجابية وترشيحًا لجائزة الأوسكار لأفضل ممثلة مساعدة، بالإضافة إلى ترشيحات أخرى متعددة. بلغت ميزانية الفيلم حوالي 12 مليون دولار، وحقق إيرادات تجاوزت 140 مليون دولار حول العالم. كما أدت صوت شخصية في النسخة الإنجليزية من فيلم الرسوم المتحركة «الأخوة الحراس».

### توسّع النشاط التلفزيوني واستمرار النجاح (2017–2020)

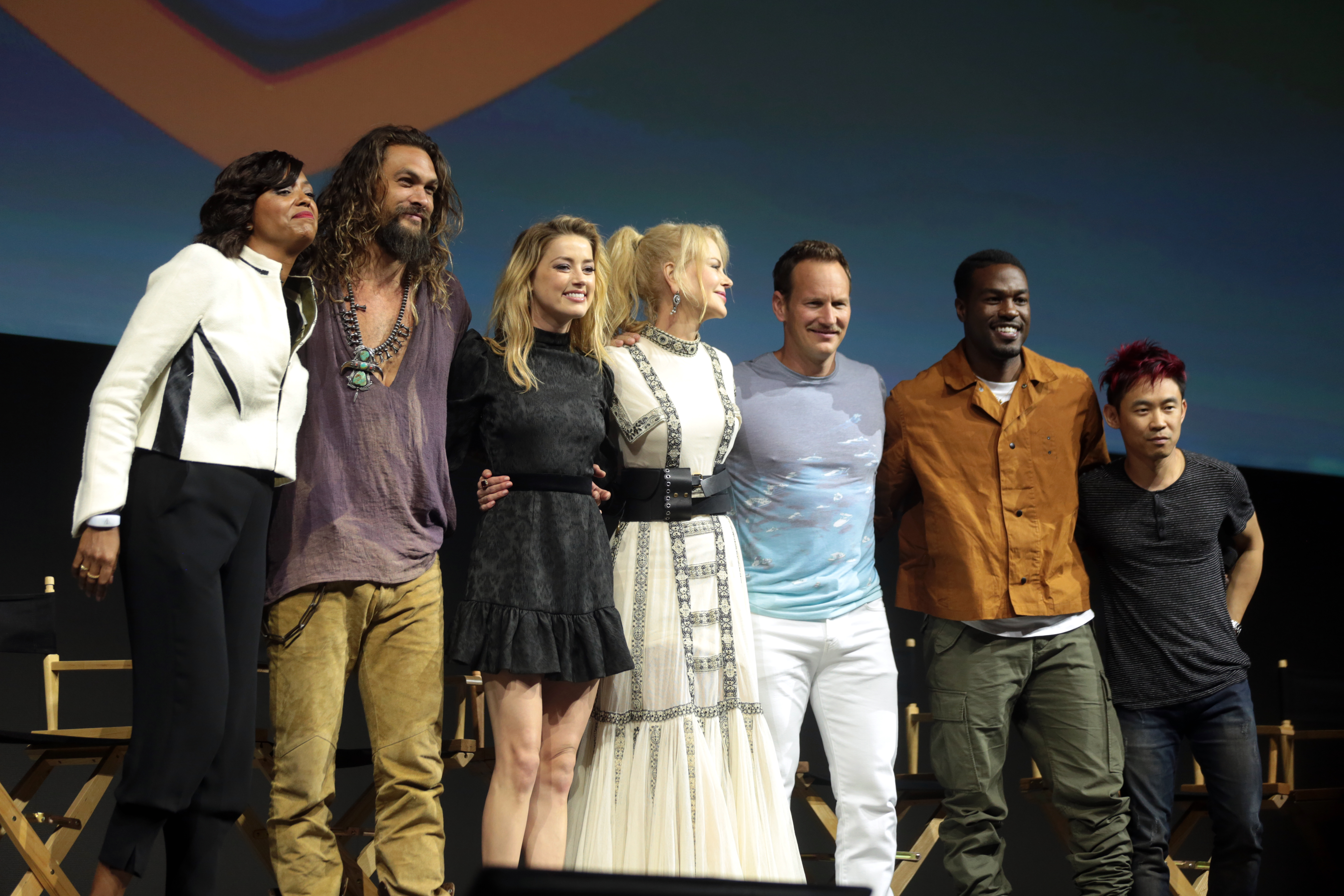
كيدمان مع طاقم عمل فيلم "أكوامان" (2018)

في عام 2017، عادت نيكول كيدمان إلى التلفزيون من خلال مسلسل درامي بعنوان «أكاذيب صغيرة كبيرة» مستند إلى رواية تحمل نفس الاسم للكاتبة ليان موريارتي، وعُرض على قناة إتش بي أو. لم تكتفِ بالتمثيل فقط، بل شاركت أيضًا كمنتجة تنفيذية إلى جانب زميلتها في العمل ريس ويذرسبون والمخرج جان-مارك فاليه. جسدت دور سيليست رايت، وهي محامية سابقة وربّة منزل تخفي علاقة عنيفة مع زوجها الذي أدى دوره ألكسندر سكارسغارد. وصفها ناقد من صحيفة "ذا هافينغتون بوست" بأنها قدمت أداءً يُعتبر من أفضل محطات مسيرتها المهنية، واعتبرت صحيفة "ذا واشنطن بوست" أن نيكول كيدمان تنتمي إلى قائمة أعظم الممثلات. عن هذا الدور، نالت جائزة إيمي لأفضل ممثلة رئيسية في سلسلة قصيرة أو فيلم تلفزيوني، كما حصلت كمنتجة على جائزة إيمي لأفضل مسلسل قصير. إضافة إلى ذلك، حصلت على جائزة نقابة ممثلي الشاشة، وجائزتي اختيار النقاد للتلفزيون، وجائزتي الغولدن غلوب.
بعد ذلك، لعبت دور مارثا فارنسورث، مديرة مدرسة للبنات خلال الحرب الأهلية الأمريكية، في فيلم درامي للمخرجة صوفيا كوبولا بعنوان «المغوية»، وهو إعادة إنتاج لفيلم صدر عام 1971 ويحكي قصة مقتبسة من رواية للكاتب توماس ب. كولينان. حظي الفيلم بنجاح في دور العرض الفنية، واعتبره النقاد فرصة جديدة لكي تظهر كيدمان بمظهر قوي ومتزن، حيث تميز أداؤها بجمعه بين الرقة والصلابة. في نفس العام، شاركت في فيلمين آخرين عُرضا في مهرجان كان السينمائي؛ الأول هو كوميديا رومانسية خيالية علمية بعنوان «كيفية التحدث إلى الفتيات في الحفلات»، والثاني هو فيلم إثارة نفسية بعنوان «قتل الغزال المقدس» من إخراج يورغوس لانتيموس، وهما فيلمان تنافسا على جائزة السعفة الذهبية.
في عام 2017 أيضًا، ظهرت بأدوار داعمة في المسلسل التلفزيوني البريطاني «قمة البحيرة: فتاة الصين» على قناة بي بي سي، وفي فيلم درامي كوميدي «الصاعد» وهو إعادة إنتاج لفيلم فرنسي صدر عام 2011.

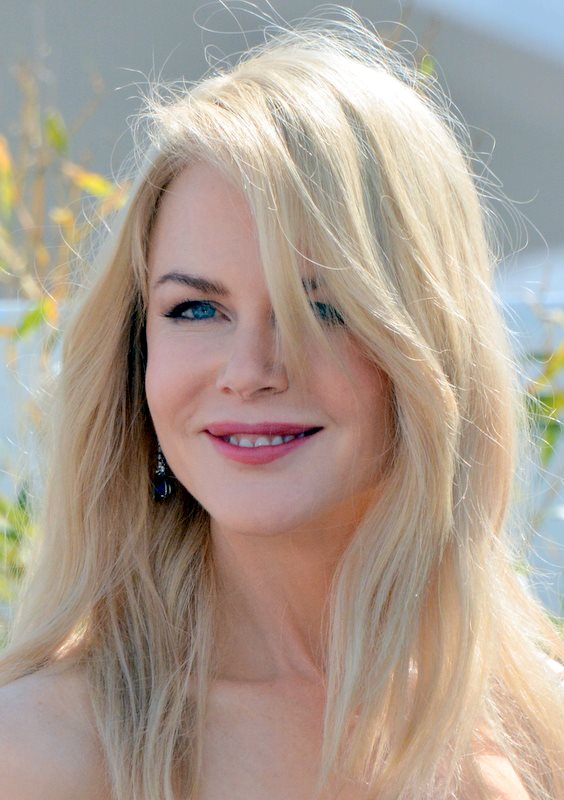
كيدمان في عام 2017

في عام 2018، لعبت دور البطولة في فيلمين دراميين؛ الأول بعنوان «المدمرة»، حيث قدمت شخصية محققة تواجه صعوبة في حل قضية على مدى عقدين من الزمن، وقد أثنى النقاد على قدرتها على التقمص الكامل للدور بشكل لم يُعرف به سابقًا، مع التركيز على طريقة تمثيلها المتعمقة. أما الفيلم الثاني «الصبي المحرر»، فهو مقتبس من مذكرات لكاتبه غاراد كونلي، ويحكي قصة أبوين محافظين اجتماعياً يرسلان ابنهما إلى برنامج تحويل الجنس. نالت هي وزملاؤها إشادة كبيرة لرفع مستوى مادة الفيلم إلى مستويات مؤثرة. في نفس السنة، أدّت دور الملكة أتلانا، والدة البطل في فيلم الأبطال الخارقين «أكوامان»، الذي حقق أكثر من مليار دولار حول العالم، ليصبح الفيلم الأعلى إيرادًا في مسيرتها المهنية. كما شاركت في مقابلة ضمن فعالية نظمتها جمعية الأفلام البريطانية تحدثت خلالها عن مسيرتها الطويلة.
في عام 2019، صنفت مجلة فوربس نيكول كيدمان كثالث أعلى الممثلات أجرًا عالميًا بدخل سنوي يبلغ 34 مليون دولار. بدأت العام بإعادة تمثيل دورها في الموسم الثاني من «أكاذيب صغيرة كبيرة»، الذي حقق نجاحًا أكبر من الموسم الأول، وصار أكثر الليالي مشاهدة لمسلسلات إتش بي أو الأصلية في ذلك العام. في سبتمبر، شاركت في دور داعم لامرأة اجتماعية ثرية في فيلم درامي مقتبس من رواية «العصفور الذهبي»، رغم أن الفيلم لم يحظ باستقبال جيد، إلا أن أداؤها لاقى إشادة بنعومة التعبير عن دورها. ثم شاركت في فيلم «القنبلة» إلى جانب شارليز ثيرون ومارغو روبي، وهو فيلم يوثق فضيحة تحرش جنسي تعرض لها مدير سابق لقناة فوكس نيوز، حيث جسدت شخصية الصحفية غريتشن كارلسون. رغم قصر وقت ظهورها في الفيلم مقارنة بزميلاتها، نجحت في تقديم شخصية تضيف لمسة كوميدية لاذعة توضح مدى فشل محاولات التمرد داخل الشبكة، ونالت ترشيحًا جديدًا لجائزة نقابة ممثلي الشاشة.
افتتحت عقد 2020 بدور جريس فريزر، معالجة ناجحة في نيويورك، في المسلسل النفسي «التمكين»، المعتمد على رواية «كان يجب أن تعرف» للكاتبة جان هانف كورليتز. تولت كيدمان أيضًا منصب منتجة تنفيذية إلى جانب المخرجة سوزان بيير والمنتج ديفيد إي. كيلي الذي شارك سابقًا في إنتاج «أكاذيب صغيرة كبيرة». حصد المسلسل متابعة متزايدة وأرقام مشاهدة قياسية على شبكة إتش بي أو، حيث شهدت كل حلقة زيادة في عدد المشاهدين، مما جعله أول مسلسل أصلي في الشبكة يحقق هذا الإنجاز. كما تجاوز عدد مشاهديه مسلسل «أكاذيب صغيرة كبيرة» ليصبح الأعلى مشاهدة في 2020 على إتش بي أو. عن أدائها، حصلت كيدمان على ترشيحات إضافية للغولدن غلوب ونقابة ممثلي الشاشة. أما في السينما، كان فيلمها الوحيد لعام 2020 هو الكوميديا الموسيقية «الحفلة» بمشاركة ميريل ستريب وجيمس كوردن.

### التلفزيون والأفلام المستقلة (2021–الحاضر)

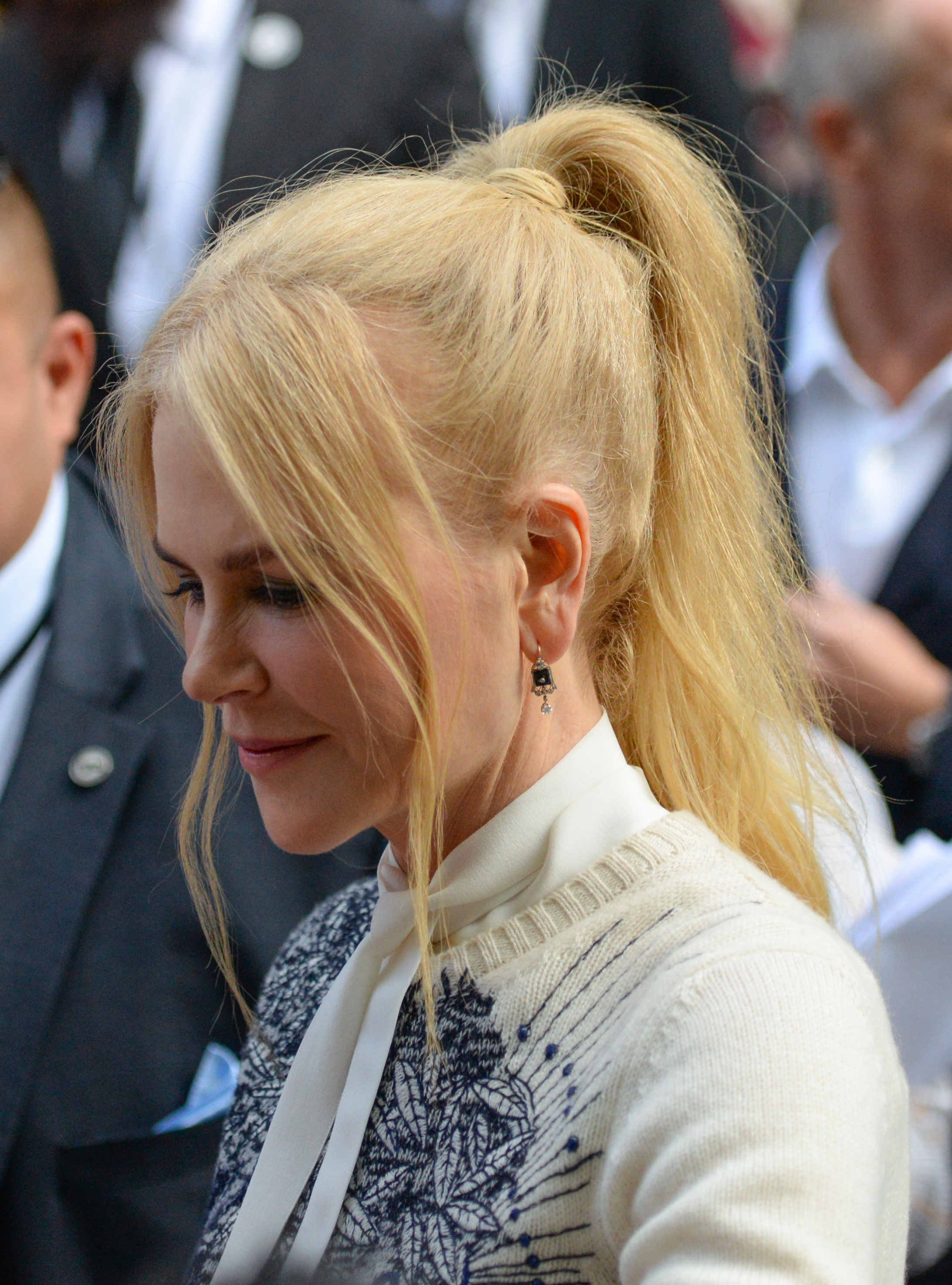
كيدمان في مهرجان تورنتو السينمائي الدولي عام 2019

في أغسطس 2021، ظهرت في مسلسل درامي على منصة هولو بعنوان «تسعة غرباء مثاليون»، مقتبس من رواية للكاتبة ليان موريارتي. رغم تلقي المسلسل مراجعات متباينة، فقد حقق رقمًا قياسيًا كأكثر المسلسلات الأصلية مشاهدة على المنصة في يوم عرضه الأول واستمر في الصدارة خلال خمسة أيام. في نفس العام، قامت بتجسيد شخصية الممثلة والكوميدية لوسيل بول إلى جانب خافيير بارديم الذي لعب دور زوجها ديزي أرناز في فيلم سيرة ذاتية بعنوان «أن تكون ريكاردوس»، من إخراج آرون سوركين. رغم ردود فعل غير إيجابية بشأن اختيارها للدور، إلا أن أداؤها نال إشادة نقدية واسعة، وفازت عن هذا الدور بجائزة الغولدن غلوب لأفضل ممثلة في فيلم درامي، إضافة إلى ترشيحات أخرى عدة من بينها جوائز نقابة الممثلين والترشيح الرابع لها لجائزة الأوسكار في فئة أفضل ممثلة.
في سبتمبر 2021، ظهرت في إعلان تجاري لشبكة دور السينما "AMC" بعنوان «نحن نجعل الأفلام أفضل»، والذي عُرض قبل كل فيلم في دور السينما التابعة للشبكة، وتم تجديد عقدها للإعلان لعام إضافي في 2022. لاقى الإعلان شعبية واسعة وأُشيد به كونه ساعد على جذب الجمهور للعودة لمشاهدة الأفلام في السينما خلال جائحة كورونا. وصف المدير التنفيذي للشبكة الإعلان بأنه "أيقوني ومحترم"، كما أصبح موضوعًا ثقافيًا واسع الانتشار مع ظهور العديد من الميمات والإشادات.
في أبريل 2022، ظهرت في حلقة من سلسلة القصص المختارة «زئير»، المقتبسة من مجموعة قصص قصيرة للكاتبة سيسيليا أهرن، وكانت منتجة تنفيذية للعمل. لاقى المسلسل جدلًا بسبب موضوعاته النسوية غير التقليدية. في نفس الشهر، شاركت إلى جانب ألكسندر سكارسغارد وأنيا تايلور-جوي وإيثان هوك وويلم دافو في فيلم درامي تاريخي بعنوان «الرجل الشمالي» من إخراج روبرت إيجيرز، الذي استُقبل بحفاوة نقدية.
في 2023، بدأت ببطولة مسلسل تلفزيوني على منصة باراماونت بلس بعنوان «عمليات خاصة: اللبؤة»، حيث تشارك أيضًا كمنتجة تنفيذية. رغم تلقي المسلسل مراجعات متباينة، فإن بعض النقاد أعربوا عن استيائهم من أدائها في دور رئيسة وكالة الاستخبارات المركزية، واعتبروها مشتتة بسبب تعبيرات وجهها. مع تقدم الحلقات، أشار ناقد من صحيفة نيويورك تايمز إلى تحسن المسلسل ليصبح عملاً تشويقيًا معقدًا ومثيرًا، لكنه في البداية كان مشابهًا للعديد من مسلسلات مكافحة الإرهاب الأخرى. في ديسمبر 2023، أعادت تمثيل دور الملكة أتلانا في جزء تكميلي لفيلم الأبطال الخارقين «أكوامان» بعنوان «أكوامان والمملكة المفقودة».

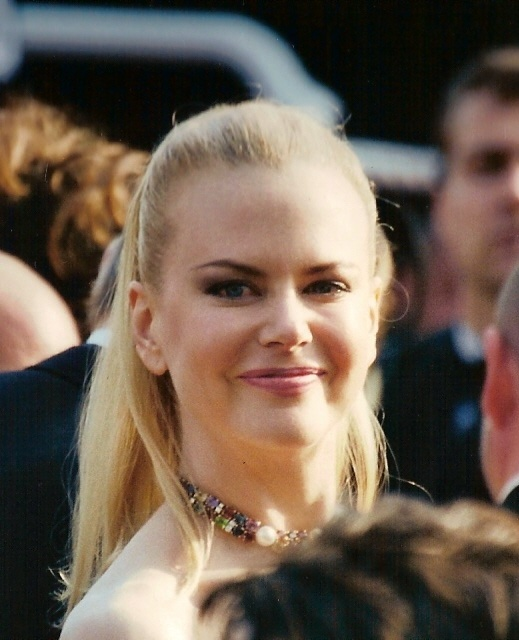
كيدمان تحضر العرض الأول لفيلم "دوغفيل" في مهرجان كان السينمائي عام 2003

في عام 2024، صنفتها مجلة فوربس كأعلى الممثلات أجرًا عالميًا بدخل سنوي يبلغ 31 مليون دولار. وفي يناير، شاركت في بطولة مسلسل درامي بعنوان «المغتربات»، وكانت منتجة تنفيذية، وتلقى أداؤها مراجعات متباينة. في يونيو، اجتمعت مجددًا مع زاك إيفرون في فيلم على منصة نتفليكس بعنوان «شؤون عائلية»، الذي حصل على استقبال متباين نقديًا، لكنه حقق شعبية كبيرة بين الجمهور واحتل المركز الأول بين محتويات نتفليكس الأصلية في أول عطلة نهاية أسبوع عرض، ثم تراجع إلى المركز الثاني في الأسبوع التالي. كما قامت ببطولة فيلم إثارة إيروتيكي بعنوان «طفلة»، من إنتاج شركة A24، والذي نال إشادة كبيرة لأدائها، حيث وصفته إحدى الصحف البريطانية بأنه أداء "شديد القوة ومقنع تمامًا كشخصية كانت متزنة مهنيًا لكنها تكافح شهواتها المكبوتة". نالت عن هذا الدور جائزة أفضل ممثلة في مهرجان البندقية السينمائي، وحصلت على ترشيح لجائزة الغولدن غلوب، بالإضافة إلى أول فوز بجائزة مجلس المراجعين الوطني لأفضل ممثلة.
في سبتمبر 2024، ظهرت في مسلسل «الزوجان المثاليان» على نتفليكس، وهو مقتبس من رواية للكاتبة إيلين هيلدربراند، وكانت منتجة تنفيذية. رغم تلقي المسلسل مراجعات متباينة وانتقاد البعض لتكرار أسلوب أدائها، إلا أنه حقق نجاحًا كبيرًا عالميًا وظل في صدارة المشاهدات لمدة أسبوعين متتاليين. في أكتوبر 2024، شاركت في الموسم الثاني من مسلسل «اللبؤة» وحصلت عن أدائها فيه على ترشيح لجائزة اختيار النقاد لأفضل ممثلة مساعدة في مسلسل درامي، وكانت منتجة تنفيذية أيضًا. في نوفمبر 2024، أدت صوت الملكة إلسمير في فيلم فنتازي رسوم متحركة بعنوان «مسحورة»، وحظي الفيلم بردود فعل متباينة لكنه تمكن من الوصول إلى المراتب الثالثة والثانية ضمن أفضل محتويات نتفليكس خلال أول أسبوعين.
في مارس 2025، لعبت دور المعلمة نانسي في مسلسل «هولاند» على منصة أمازون، وأنتجت مسلسل «الذكرى الأخيرة»، المقتبس من رواية ليان موريارتي.
نيكول كيدمان مقبلة أيضًا على عدد من المشاريع كممثلة ومنتجة تنفيذية، من بينها سلسلة مقتبسة من روايات باتريشيا كورنويل عن المحققة كاي سكاربيتا على منصة أمازون، ومسلسل درامي بعنوان «مارغو لديها مشاكل مالية» على آبل تي في بلس.

## الأعمال الخيرية
تدعم نيكول كيدمان الكثير من مؤسسات الأعمال الخيرية، علاوة على أنها سفيرة منظمة الأمم المتحدة في قضايا المرأة للنوايا الحسنة في أستراليا منذ عام 1994. وقد منحتها الأمم المتحدة المرتبة الشرفية «مواطن العالم» عام 2004. في 26 يناير 2006 حصلت على شرف أستراليا المدني الأعلى. وهي مرشحة لأن تكون سفيرة للنوايا الحسنة لليونيفيم. وقد قامت كيدمان بالعديد من الحملات الخيرية لمعالجة مرض سرطان الثدي، والذي تعاني منه والدتها.

## العمل مع المخرجات
في عام 2017، تعهدت نيكول كيدمان بالتعاون مع مخرجة واحدة على الأقل كل ثمانية عشر شهرًا، في خطوة تهدف إلى معالجة الفجوة بين الجنسين في صناعة السينما. وقد قادها هذا الالتزام إلى المشاركة في عدد من المشاريع الفنية، من بينها مسلسل "الزوج المثالي" الذي تجسد فيه شخصية "غرير غاريسون وينبري"، وهي شخصية تشبه أدوارها السابقة في "أكاذيب كبيرة صغيرة" و"الانهيار". وقد رأى بعض النقاد أن تكرار هذه النوعية من الشخصيات قد يضعف من تأثير أدائها.

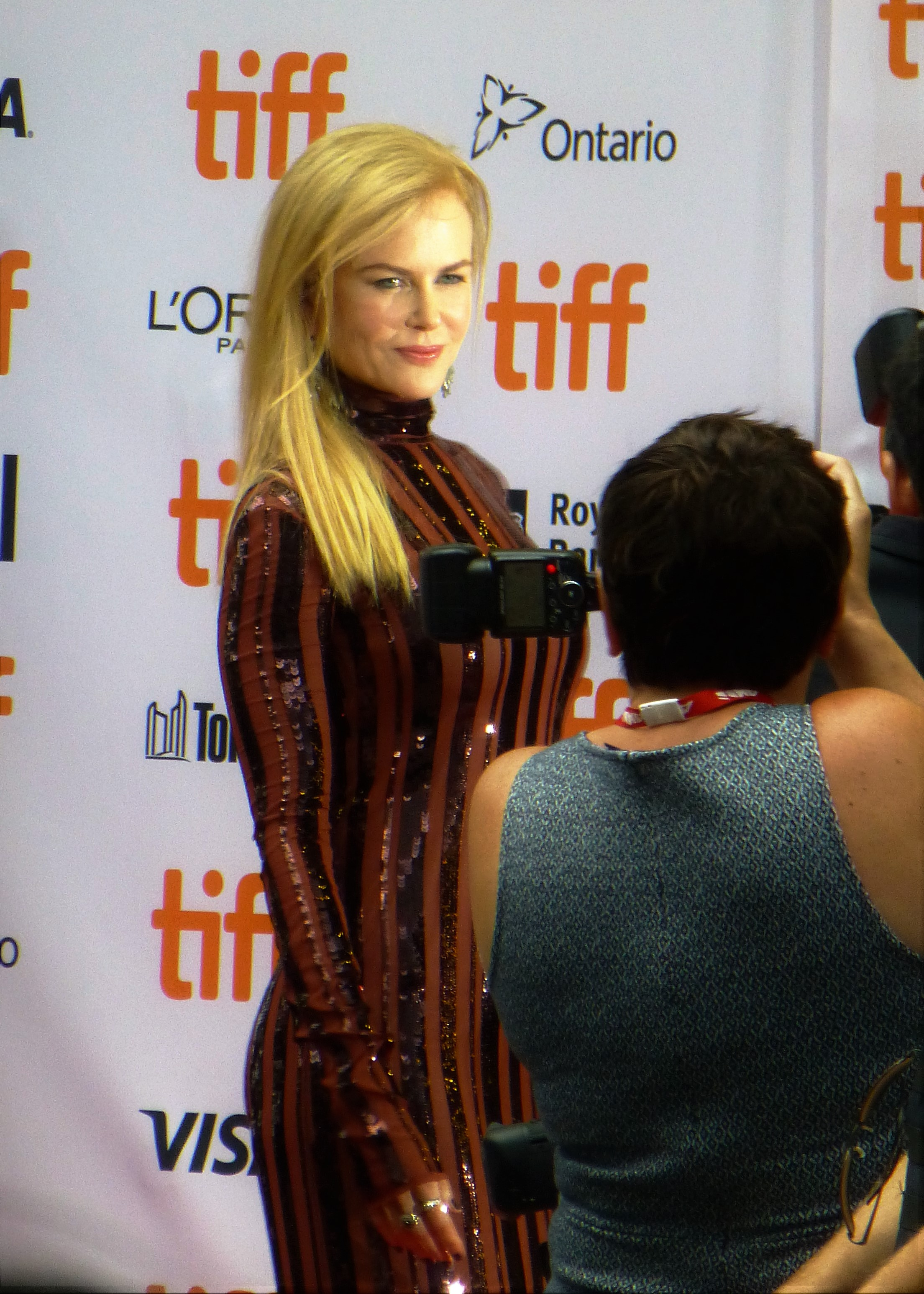
نيكول كيدمان في العرض الأول لفيلم الأسد، مهرجان تورنتو السينمائي 2016

وعلى الرغم من أن أدوار كيدمان الأخيرة غالبًا ما تجسد نساء ثريات ومتعلمات، فإن كل شخصية تكشف عن تعقيد عاطفي فريد. من الحزن الدفين والأسرار الخفية إلى التضحيات الشخصية أو السعي وراء الرغبات، تضيف كيدمان عمقًا وتفاصيل دقيقة إلى هذه الأنماط النمطية، ما يبرز مدى تنوعها وقدراتها التمثيلية. ورغم الانتقادات، تواصل دعمها للمخرجات، ما يسهم في زيادة التمثيل النسائي في المجال وفتح فرص عمل جديدة للنساء.
وحتى نوفمبر 2024، كانت كيدمان قد عملت مع 15 مخرجة خلال السنوات السبع السابقة.
وفي مقابلة مع مجلة "تايم" في فبراير 2025، تحدثت كيدمان عن مسيرتها الفنية، مشددة على أهمية التواضع، والتعلم المستمر، والمجازفة في العمل الإبداعي. كما أكدت التزامها بسرد قصص متنوعة ودعم النساء في مجال الإخراج، في سبيل خلق فرص أكبر للمرأة في الصناعة. وقد ساهمت جهودها في تعزيز مسيرتها وإلهام جيل جديد من المواهب، ما رسّخ مكانتها كفنانة ورائدة.
وأشادت المخرجة هالينا راين، التي أخرجت فيلم "طفلتي"، بتجربتها مع كيدمان قائلة: "إنها واحدة من القلائل اللواتي يطبقن مبادئهن فعليًا عندما يتعلق الأمر بالنسوية وتمكين المرأة". أما المخرجة ميـمي كايف، التي أخرجت فيلم "هولندا"، فقالت إن كيدمان "تجعل نفسها متاحة تمامًا للمخرج، وتتمتع بروح تعاونية رائعة"، مضيفة: "مشاهدتها كانت تجربة مذهلة، وقد تعلمت منها الكثير". ومن جانبها، قالت المخرجة لولو وانغ، التي أخرجت مسلسل "مغتربون": "دعم نيكول لي مكّنني من بناء شبكة كاملة من صانعي الأفلام، نساء وأشخاص من أعراق مهمّشة، لم يحصلوا سابقًا على فرصة في هذا المجال". كما ذكرت الممثلة جيمي لي كيرتس، زميلة كيدمان في فيلم "سكاربيتا"، قائلة: "الناس يعملون عندما تعمل نيكول. أنا أعمل لأن نيكول تعمل".
وحتى فبراير 2025، كانت كيدمان قد عملت مع 19 مخرجة، سواء كممثلة أو كمنتجة، خلال السنوات الثماني الماضية، دعمًا للمساواة بين الجنسين في هوليوود.

## الحياة الشخصية

### العلاقات والأسرة
التقت نيكول كيدمان بالممثل توم كروز عام 1989 أثناء تصوير فيلم "أيام الرعد"، حيث أديا دوري البطولة. وتزوجا عشية عيد الميلاد عام 1990 في ولاية كولورادو. وخلال زواجهما، تبنى الثنائي طفلة تدعى إيزابيلا وُلدت عام 1992، وطفلًا يُدعى كونور وُلد عام 1995. وفي الخامس من فبراير عام 2001، أعلن المتحدث باسمهما انفصالهما، ثم تقدم كروز بطلب الطلاق بعد يومين، ليتم إنهاء الزواج في وقت لاحق من العام ذاته، مشيرًا إلى "خلافات لا يمكن التوفيق بينها".

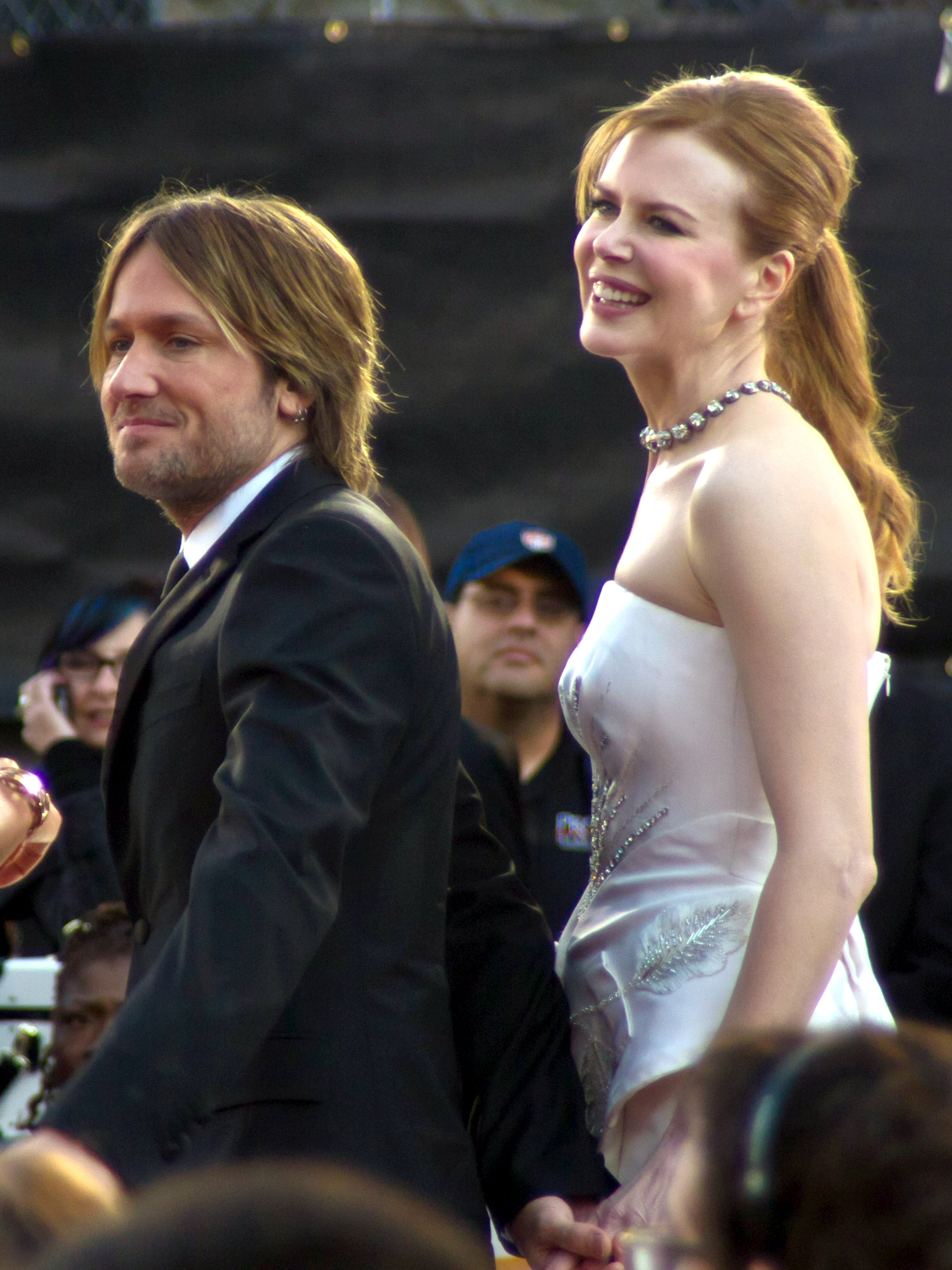
كيدمان وزوجها كيث أوربان في عام 2011

في عام 2013، صرحت كيدمان أن زواجهما فشل لأنها كانت صغيرة جدًا في السن عندما تزوجت، قائلة: "كنتُ في الحقيقة طفلة عندما تزوجت، وكنتُ بحاجة إلى أن أنضج". وفي مقابلة عام 2007، أوضحت أن ما أُشيع عن تعرضها للإجهاض في بداية زواجها كان خاطئًا، وقالت إنها عانت من حمل خارج الرحم في بداية الزواج، أما الإجهاض فقد وقع في نهايته.
وفي مقابلة نُشرت في يونيو 2006، عبّرت كيدمان عن مشاعرها تجاه كروز قائلة: "كان نجمًا ضخمًا، ولا يزال. بالنسبة لي، كان مجرد توم، لكن بالنسبة للجميع، هو أسطورة. لقد كان رائعًا معي، وأحببته، وما زلت أحبه". وأضافت أنها شعرت بالصدمة عند وقوع الطلاق. وفي عام 2015، كشف مسؤول سابق في كنيسة السيانتولوجيا أن المؤسسة سعت لتسهيل انفصال كروز عن كيدمان، وأنه تم التجسس عليها بناءً على طلب كروز، وفقًا لأحد أعضاء الكنيسة.
وأكدت كيدمان لاحقًا أن طلاقها من كروز جذب اهتمامًا إعلاميًا كبيرًا ساهم في تسليط الضوء على أعمالها الفنية، وقالت: "من طلاقي جاء عمل نال استحسانًا، وكان ذلك أمرًا لافتًا بالنسبة لي". وقد حصلت على جائزة الأوسكار بعد فترة قصيرة من الطلاق.
قبل زواجها من كروز، كانت كيدمان على علاقة بالممثل الأسترالي ماركوس غراهام، وبالممثل توم بيرلينسون الذي شاركها بطولة فيلم "رايدر في مهب الريح". وأثناء تصوير فيلم "جبل بارد"، انتشرت شائعات عن وجود علاقة بينها وبين الممثل جود لو، نُسبت إليها مسؤولية تفكك زواجه، إلا أن الطرفين نفيا ذلك، ورفعت كيدمان دعوى ضد الصحف البريطانية التي نشرت القصة وحصلت على تعويض غير معلن.
وفي عام 2003، بدأت علاقة عاطفية مع الموسيقي ليني كرافيتز، وقد صرحت لاحقًا بأنهما كانا مخطوبين، لكنهما قررا الانفصال لاحقًا رغم احتفاظهما بعلاقة ودية. وأكدت ابنة كرافيتز، زوي، أن كيدمان كانت بمثابة أم بديلة محبة لها. وفي العام ذاته، واعدت كيدمان مغني الراب الأمريكي كيو-تيب لفترة وجيزة.
في يناير عام 2005، التقت كيدمان بالمغني الأسترالي الأمريكي كيث أوربان خلال فعالية "يوم أستراليا في لوس أنجلوس" لتكريم الأستراليين. وفي مايو 2006، أعلنت خطبتهما. وتزوجا في الخامس والعشرين من يونيو من العام ذاته، في كنيسة كاردينال سيرتي التذكارية الواقعة في حرم دير سانت باتريك في مدينة مانلي بسيدني. وقضيا شهر العسل في بولينيزيا الفرنسية. وفي عام 2015، قالت كيدمان عن بداية علاقتهما: "لم نكن نعرف بعضنا جيدًا – تعرّفنا على بعض خلال زواجنا". وقد نسب أوربان الفضل إلى زوجته في مساعدته على تجاوز إدمانه للكحول.

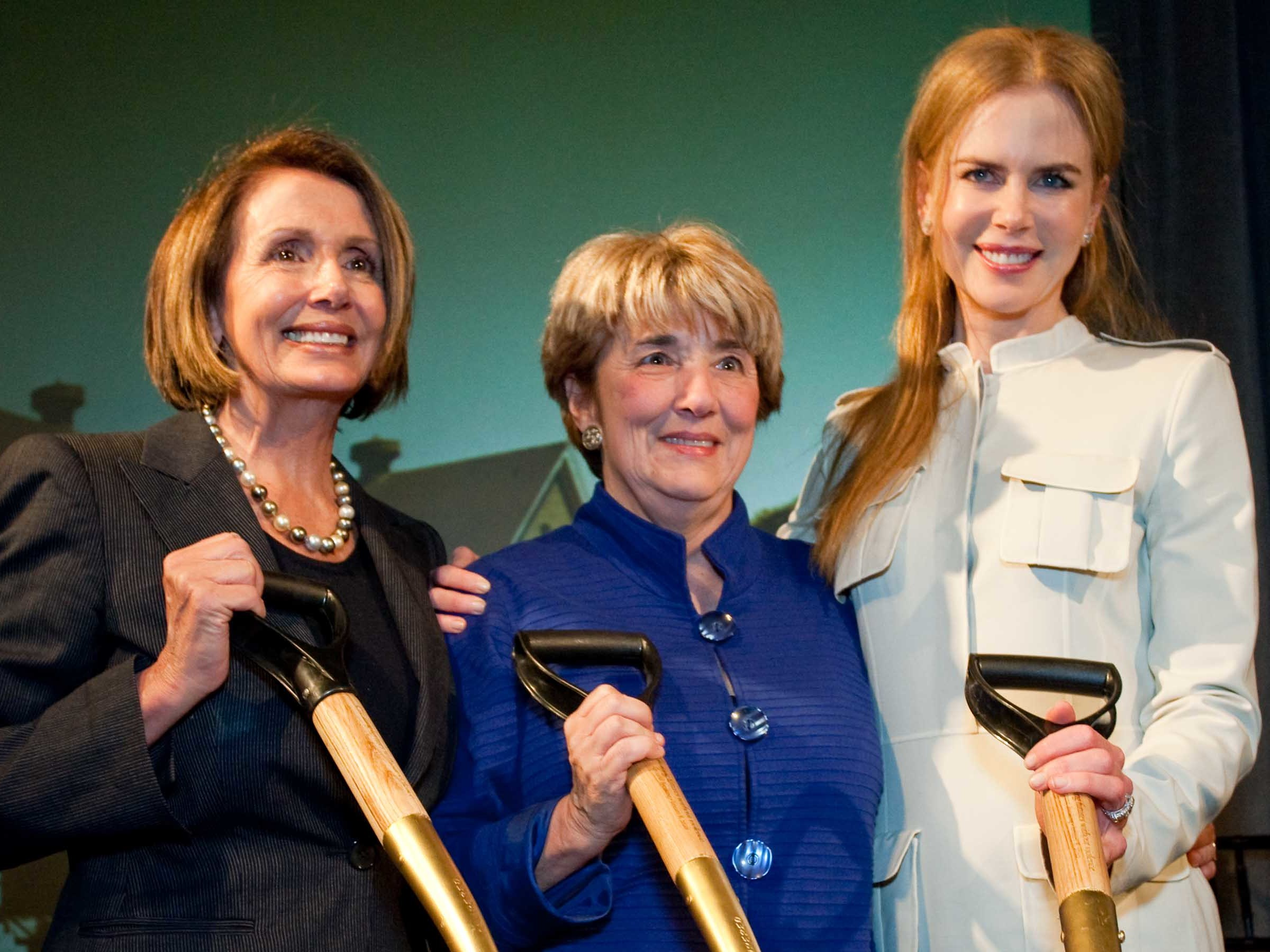
كيدمان (على اليمين) تحضر "المركز الدولي لإنهاء العنف" مع نانسي بيلوسي (على اليسار) وإستا سولير (في الوسط) في عام 2010

يعيش الزوجان في عدة منازل، تشمل مسكنًا في ناشفيل بولاية تينيسي الأمريكية، ومنزلًا في بيفرلي هيلز بولاية كاليفورنيا، وشقتين في سيدني، ومنزلًا ريفيًا في سوتون فورست بولاية نيو ساوث ويلز، وشقة في حي مانهاتن بنيويورك. وُلدت ابنتهما الأولى، سانداي روز، في ناشفيل عام 2008. وفي عام 2010، استقبل الزوجان ابنتهما الثانية، فايث مارغريت، عن طريق أم بديلة في مستشفى النساء بمدينة ناشفيل.

### المعتقدات الدينية والآراء السياسية
نشأت كيدمان في أسرة كاثوليكية، ولا تزال تمارس شعائر هذا الدين. وقد زارت معهد ومتحف ماري ماكيلوب التذكاري في شمال سيدني. وبعد تعرضها لانتقادات من قيادات كاثوليكية بسبب دورها في فيلم "البوصلة الذهبية" الذي اعتُبر مناهضًا للكنيسة، صرحت لمجلة "إنترتينمنت ويكلي" بأن القصة الأصلية للفيلم "تم التخفيف من حدتها"، وأكدت أن إيمانها الديني يمنعها من قبول أدوار تراها معادية للمسيحية الكاثوليكية. ومنذ طلاقها من كروز، تتجنب الحديث عن السيانتولوجيا.
تدعم كيدمان حقوق المرأة، وقد أدلت بشهادتها أمام لجنة الشؤون الخارجية في مجلس النواب الأمريكي دعماً لقانون مكافحة العنف الدولي ضد النساء عام 2009. وفي يناير 2017، أعربت عن تأييدها لتشريع زواج المثليين في أستراليا. كما قدمت تبرعات لحملات مرشحين ديمقراطيين في الولايات المتحدة.

## الترشيحات والجوائز
وفقًا لموقع مراجعات الأفلام "روتن توميتوز"، الذي يمنح تقييمات للأفلام بناءً على آراء النقاد وتفاعل الجمهور، من بين أفلام كيدمان التي حصلت على أعلى التقييمات: "بادينغتون" (2014)، "مغازلة" (1990)، "مستعدة للموت" (1995)، "فتحة الأرنب" (2010)، "الأسد" (2016)، "الآخرون" (2001)، "عائلة فانغ" (2015)، "هدوء مميت" (1989)، "صبي تم محوه" (2018)، "قتل غزال مقدس" (2017)، و"الرجل الشمالي" (2022). أما من حيث الإيرادات المالية، فتشمل أفلامها الأعلى ربحًا "أكوامان" (2018) وتكملته "أكوامان والمملكة المفقودة" (2023)، "أقدام سعيدة" (2006)، "البوصلة الذهبية" (2008)، "باتمان إلى الأبد" (1995)، و"بادينغتون" (2014)، حسب موقع تتبع الإيرادات "ذا نامبرز". وتشمل أعمالها السينمائية الأخرى: "عيون واسعة مغلقة" (1999)، "مولان روج!" (2001)، "الساعات" (2002)، "دوغفيل" (2003)، "الجبل البارد" (2003)، "الولادة" (2004)، "أستراليا" (2008)، "صبي الورق" (2012)، "المضللة" (2017)، "المدمرة" (2018)، "قنبلة" (2019)، "كونك ريكاردوس" (2021)

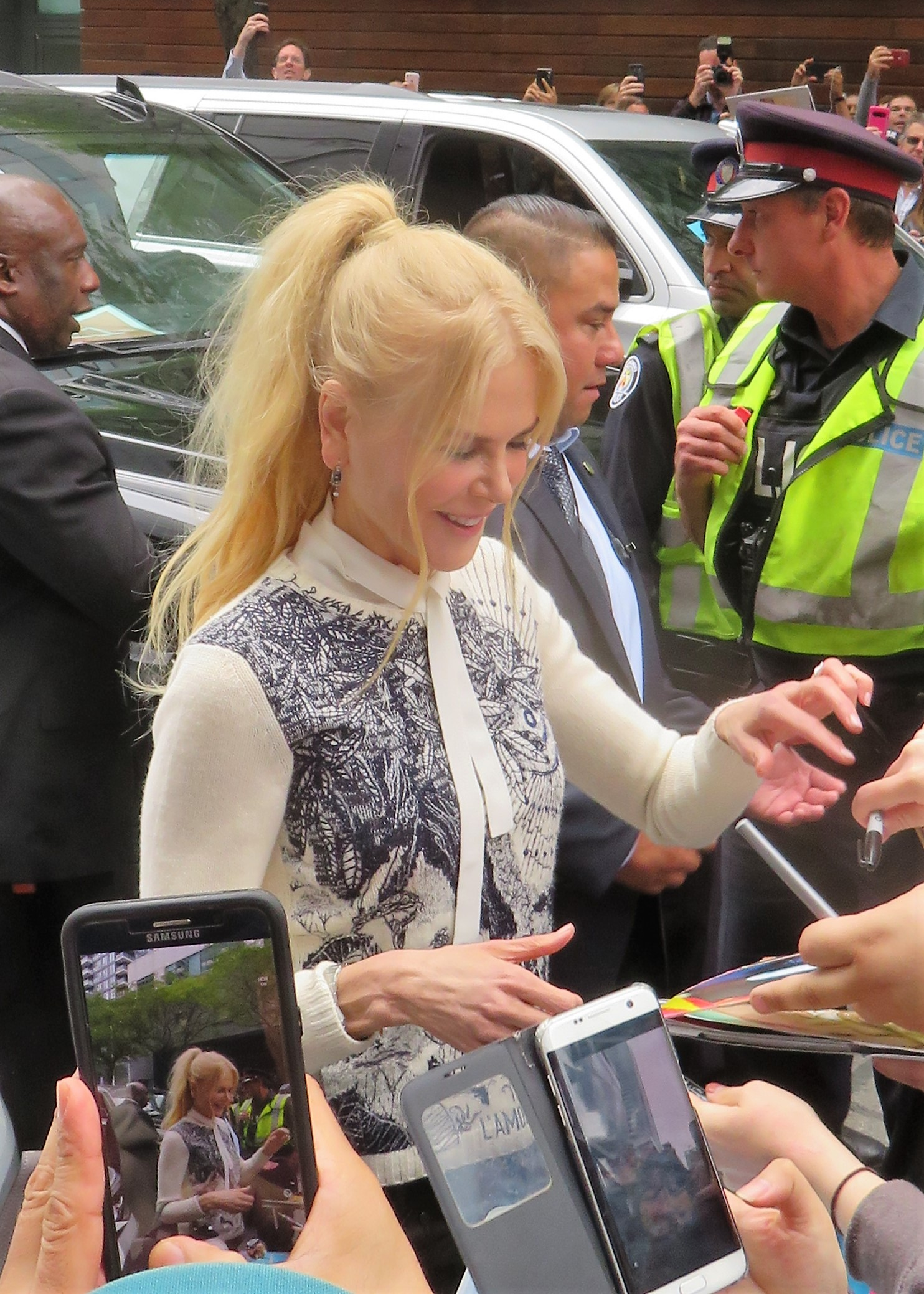
نيكول كيدمان في مؤتمر صحفي في مهرجان تورنتو السينمائي 2019

حصلت كيدمان على اعتراف من أكاديمية فنون وعلوم الصور المتحركة للإنجازات التالية:
- في الحفل الرابع والسبعين لجوائز الأوسكار، ترشحت لجائزة أفضل ممثلة عن فيلم "مولان روج!" (2001).
- في الحفل الخامس والسبعين، فازت بجائزة أفضل ممثلة عن فيلم "الساعات" (2002).
- في الحفل الثالث والثمانين، ترشحت لجائزة أفضل ممثلة عن فيلم "فتحة الأرنب" (2010).
- في الحفل التاسع والثمانين، ترشحت لجائزة أفضل ممثلة مساعدة عن فيلم "الأسد" (2016).
- في الحفل الرابع والتسعين، ترشحت لجائزة أفضل ممثلة عن فيلم "كونك ريكاردوس" (2021).

في عام 2003، نالت كيدمان نجمة على ممشى الشهرة في هوليوود تقديرًا لإنجازاتها في صناعة السينما. إلى جانب فوزها بجائزة الأوسكار لأفضل ممثلة، حصلت على العديد من الجوائز والترشيحات لأدائها على الشاشة والمسرح، منها أربع ترشيحات إضافية لجائزة الأوسكار، جائزة بافتا واحدة من خمس ترشيحات، ترشيحان لجائزة لورانس أوليفييه، جائزتان من ثلاث ترشيحات لجوائز إيمي برايم تايم، جائزة نقابة ممثلي الشاشة من خمس عشرة ترشيحات، ثلاث جوائز اختيار النقاد من خمس عشرة ترشيحات، وست جوائز غولدن غلوب من سبعة عشر ترشيحًا، إلى جانب العديد من الجوائز الأخرى. كما تم اختيار نيكول كيدمان لتلقي جائزة الإنجاز مدى الحياة من معهد السينما الأمريكي في دورته التاسعة والأربعين، والتي كانت مقررة في مسرح دولبي بهوليوود في 10 يونيو 2023، لكنها تأجلت إلى 27 أبريل 2024 بسبب إضراب نقابة كتاب السيناريو.
في عام 2004، تم تكريم كيدمان كـ "مواطنة العالم" من قبل الأمم المتحدة. وخلال تكريم يوم أستراليا لعام 2006، تم تعيينها كرفيقة في وسام أستراليا لخدماتها في الفنون الأدائية كممثلة سينمائية بارزة، ولمساهماتها في تحسين الرعاية الصحية للنساء والأطفال والدعوة لأبحاث السرطان، ولدعمها الشباب كمساندة رئيسية للفنانين الشباب، ولأسباب إنسانية في أستراليا وعلى المستوى الدولي. ومع ذلك، بسبب ارتباطاتها السينمائية وزواجها من كيث أوربان، لم تتسلم هذا الشرف إلا في 13 أبريل 2007، حين قُدم لها من قبل الحاكم العام لأستراليا في حفل رسمي في دار الحكومة في كانبيرا.
في بداية عام 2009، ظهرت كيدمان ضمن سلسلة طوابع بريدية تضم ممثلين أستراليين. وقد ظهرت هي وجيفري راش، راسل كرو، وكيت بلانشيت مرتين في السلسلة: مرة بصفتهم الشخصية، ومرة أخرى بشخصياتهم المرشحة لجائزة الأوسكار، حيث ظهرت كيدمان كشخصية ساتين من فيلم "مولان روج!".

## الأعمال الغنائية
تضم أعمال نيكول كيدمان الغنائية عدة تسجيلات صوتية، منها ألبوم واحد للكلام المنطوق، وشرائط موسيقية قصيرة، وثلاث أغاني منفردة. تشتهر كيدمان بشكل أساسي بمسيرتها التمثيلية، لكنها دخلت عالم الموسيقى في أوائل الألفينات بعد أن سجلت عدة مقاطع لأغاني فيلم "مولان روج!" الموسيقي عام 2001، الذي شاركت في بطولته.

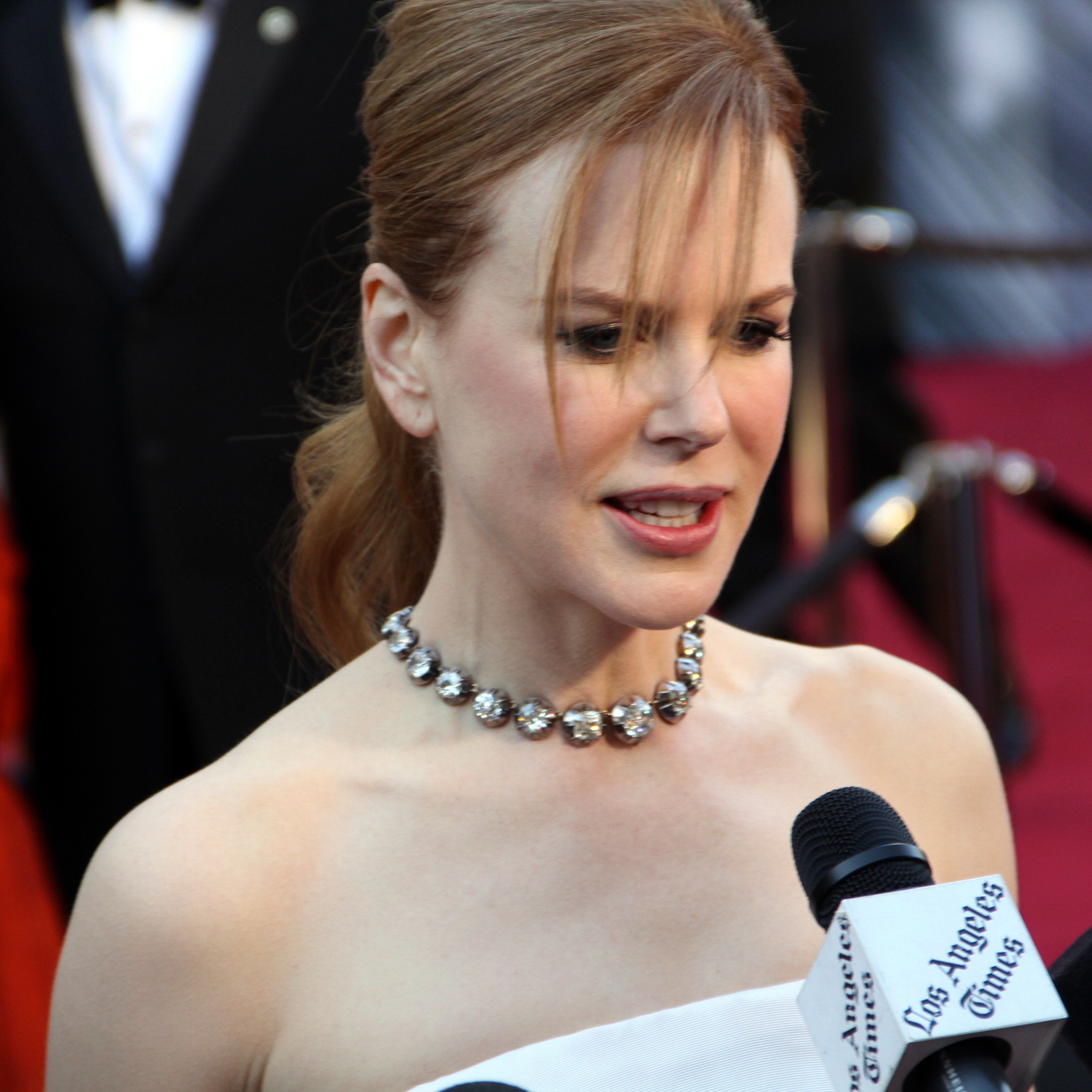
كيدمان في حفل توزيع جوائز الأوسكار الثالث والثمانين في عام 2011

أغنيتها الثنائية مع إيوان مكريغور بعنوان "تعال ما يحدث" صدرت كأول أغنية منفردة لها وكمقطع ثاني من ألبوم الموسيقى التصويرية للفيلم عبر شركة إنترسكوب ريكوردز في 24 سبتمبر 2001. أصبحت هذه الأغنية من بين أكثر الأغاني مبيعًا لفنان أسترالي ذلك العام، وحصلت على شهادة ذهبية من جمعية صناعة التسجيلات الأسترالية، واحتلت المركز السابع والعشرين في قائمة الأغاني المنفردة في المملكة المتحدة. كما ترشحت لجائزة أفضل أغنية أصلية في حفل الجوائز الذهبيّة التاسع والخمسين، وصنفت ضمن قائمة مئة أغنية للأفلام التي أعدها المعهد الأمريكي للسينما.
تبعتها أغنية "شيء غبي"، وهي نسخة غنائية مغطاة من أغنية فرانك ونانسي سيناترا، وشاركت فيها كيدمان مع المغني الإنجليزي روبّي ويليامز. أُصدرت هذه الأغنية في 14 ديسمبر 2001 عبر شركة كريزاليس ريكوردز كأغنية رئيسية من ألبوم ويليامز الرابع "ارقص عندما تفوز". تصدرت الأغنية قوائم الموسيقى الرسمية في نيوزيلندا والبرتغال والمملكة المتحدة، كما وصلت إلى المراتب العشرة الأولى في عدة دول أوروبية مثل النمسا وبلجيكا والدنمارك وألمانيا وهولندا والنرويج وسويسرا بالإضافة إلى أستراليا. حصلت الأغنية على شهادة ذهبية في عدة دول، وكانت من بين أفضل الأغاني مبيعًا في عام 2002 في المملكة المتحدة وأستراليا وفرنسا. وصلت الأغنية إلى المركز الثامن في أستراليا، واحتلت المرتبة الأولى في المملكة المتحدة لمدة ثلاثة أسابيع متتالية.
في 5 أبريل 2002، أصدرت كيدمان عبر إنترسكوب ريكوردز أغنيتها المنفردة الثالثة، وهي نسخة مغطاة لأغنية راندي كراوفورد "في يوم سأطير بعيدًا". كانت الأغنية بتوزيع جديد لوني فيليبس، واُستخدمت كأغنية ترويجية للجزء الثاني من موسيقى فيلم "مولان روج!".
في عام 2006، شاركت كيدمان في الموسيقى التصويرية لفيلم "الأقدام السعيدة" بأداء أغنية "قبلة" من أصل لفنان الأميرس. وفي عام 2009، ساهمت في الموسيقى التصويرية لفيلم "تسعة" بإنتاج روب مارشال، حيث سجلت أغنية "طريقة غير عادية".
في 2012، قامت بتسجيل كتاب صوتي، وفي 2017، شاركت بأصوات خلفية في أغنية زوجها، المغني الريفي كيث أوربان، بعنوان "أنثى". وفي عام 2022، تعاونت مع لوك إيفانز لإصدار نسخة مغطاة لأغنية "قل شيئًا"، التي أداها سابقًا "أه غريت بيغ وورلد" وكريستينا أغيليرا.

## وصلات خارجية
- نيكول كيدمان على موقع IMDb (الإنجليزية)
- نيكول كيدمان على موقع ميتاكريتيك (الإنجليزية)
- نيكول كيدمان على موقع الموسوعة البريطانية (الإنجليزية)
- نيكول كيدمان على موقع روتن توميتوز (الإنجليزية)
- نيكول كيدمان على موقع مونزينجر (الألمانية)
- نيكول كيدمان على موقع قاعدة بيانات الأفلام العربية
- نيكول كيدمان على موقع ألو سيني (الفرنسية)
- نيكول كيدمان على موقع ميوزك برينز (الإنجليزية)
- نيكول كيدمان على موقع تيرنر كلاسيك موفيز (الإنجليزية)
- نيكول كيدمان على موقع أول موفي (الإنجليزية)
- نيكول كيدمان على مشروع الدليل المفتوح
- nicole_kidman في موقع بيبول.كوم

| سبقه هالي بيري | جائزة أفضل ممثلة رئيسية في مهرجان الأوسكار 2002 | تبعه شارليز ثيرون |